# Colegio Gaztelueta
Gaztelueta es un colegio fundado en Lejona (Vizcaya, España) en 1951, y promovido por la Prelatura Opus Dei. Gaztelueta ostenta la titularidad del centro concertado Colegio Gaztelueta para las etapas de infantil y primaria por un lado y del centro Global School para las etapas de ESO y Bachillerato por otro, abarcando así todas las etapas desde el aula de cunas hasta los dieciocho años.

## Historia

### Origen
En 1947, algunas familias de Guecho, preocupadas por la falta de plazas escolares en el ámbito próximo, pidieron a San Josemaría Escrivá, promover un centro educativo en la zona. Manifestaron que se encargarían de conseguir el terreno y el edificio.
Entre los promotores, hay que señalar a los matrimonios formados por Luis María Ybarra Oriol - Flora Zubiría Calbetón y a Adela Güell Ricard (nieta de Eugeni Güell), casada con Pedro Ybarra Mac-Mahón.
El grupo promotor trató de levantar un edificio escolar en el municipio de Guecho, pero no logró adquirir un solar para ello, así que, en 1951, aceptó el ofrecimiento de Antonio Menchaca de la Bodega, que puso a su disposición, por un precio muy inferior al mercado, una casa y finca de su propiedad, incorporándose también a dicho grupo promotor.
San Josemaría Escrivá planteó a algunos miembros del Opus Dei la posibilidad de que se hicieran cargo del proyecto. Esta iba a ser la primera obra corporativa de enseñanza media del Opus Dei.
Entre los primeros profesores podrían mencionarse a Isidoro Rasines y José Luis González-Simancas, que años más tarde promovería el Instituto de Ciencias de la Educación de la Universidad de Navarra. Formaron parte del equipo inicial también Pedro Plans y Jesús Urteaga Loidi.

### La finca y casa de Menchaca
El antiguo chalet de Menchaca, ligeramente reformado, constituía una sede singular. El edificio había sido diseñado por Manuel Ignacio Galíndez Zabala  tomando como modelo Villa Arnaga, casona de estilo neo-vasco situada en Cambo-les-Bains.
La finca está situada en una zona a la que corresponde el toponímico “Gaztelueta”, lugar de fortificaciones en euskera. Se trata de un lugar elevado desde el que se domina visualmente Portugalete y la desembocadura de la ría de Bilbao, lo cual ha propiciado su ocupación militar en diversas contiendas. Así, en la tercera guerra carlista, Gaztelueta fue uno de los puntos desde los que el ejército carlista bombardeó Portugalete en el denominado Sitio de Bilbao en 1874, acabado el cual el gobierno de la Primera República española mandó construir allí el Fuerte de Lejona, mencionado en algunas publicaciones como Fuerte de Gaztelueta.

### Estilo educativo
El colegio se inauguró el 15 de octubre de 1951, con tan solo 63 alumnos divididos en 4 clases, creciendo paulatinamente en los años siguientes.
Se asignó a cada profesor un grupo de alumnos con los que charlaría de temas variados. Se trataría de suscitar conversaciones orientadoras que contribuyeran a mejorar el rendimiento escolar, las relaciones con sus compañeros, etc. A su vez, dicho profesor (denominado “preceptor”) pasó a ser el cauce para canalizar las relaciones que se pretendían establecer con las familias.
La institucionalización de “preceptores”, profesores que de modo especial atendían al desarrollo personal de un determinado número de alumnos que le eran encomendados por la dirección del centro, fue una originalidad de Gaztelueta que fue adoptada posteriormente por otros colegios.
La educación se entendió, desde los inicios, como una interacción personal entre los padres, los profesores y los alumnos: todos los agentes de la educación se ven comprometidos en una tarea de perfeccionamiento en orden a unas metas que se comparten.
Víctor García Hoz puso de manifiesto la trascendencia y originalidad de esta primacía de la acción educativa de los padres que desde el colegio se quería fomentar afirmando que “se vivió, quizá hasta los años 60, en la ingenua creencia de que los sistemas escolares, prescindiendo de las familias, podrían llevar a cabo la educación de la juventud (...)”.
Se pretendió que el centro de atención fuera la persona: “la promoción de sus potencialidades singulares y madurez social por medio de la educación en y para el uso de la libertad”. En consonancia con ello, se dio mucha importancia a las virtudes humanas, particularmente a la sinceridad. En el escudo de Gaztelueta se incluyó un lema, un versículo tomado del Evangelio que expresa la importancia de ser leales y veraces: “Sea vuestro sí, sí; sea vuestro no, no”. Dicho escudo, diseñado por Eugenio Aguinaga y César Ortiz-Echagüe Rubio contiene también dos águilas que quieren expresar la dignidad del ser humano que debe tratar de alcanzar las altas metas que reclama su naturaleza; y está orlado por una serie de corazones y cruces que sugieren que ningún ideal puede alcanzarse sin esfuerzo, sin sacrificio.
Los mencionados arquitectos, a petición de los padres, diseñaron también el uniforme escolar. Inspirado en el de los colegios ingleses, su finalidad sería contribuir a la integración de las personas de distintas procedencias sociales, ya que estas, en aquellos años, se manifestaban en el modo de vestir.

## Oferta educativa
El colegio oferta estudios de: Infantil, Primaria, ESO y Bachillerato. Ofrece una atención personalizada, asignando un preceptor o tutora a cada alumno, con el fin de ayudarle y orientarle; y manteniendo una comunicación fluida con las familias. Desde las primeras etapas de la infancia hasta la finalización de la educación secundaria, Gaztelueta proporciona una educación integral y multilingüe, garantizando una transición fluida entre sus dos centros: el Colegio Gaztelueta y el Global School.

## Instalaciones, pabellones
El colegio cuenta con 52 969 metros cuadrados de zona verde. Cuenta con seis pabellones además del Chalet, un campo de fútbol de más de 5000 metros cuadrados, una pista de atletismo, cuatro campos de futbito, dos campos de futbito de 3x3, cuatro pistas de baloncesto, cuatro pistas de minibasket, un gimnasio, dos pistas de pádel, una piscina y varias zonas ajardinadas.

## Alumnos
Como queda dicho, 63 alumnos fueron los que comenzaron sus estudios en Gaztelueta. Algunos de ellos procedían de familias de escasos recursos económicos, por lo que el colegio les concedió las oportunas becas. Desde el año 1985, la Fundación Gaztelueta canaliza las becas y ayudas que se conceden a un numeroso grupo de alumnos cada año.

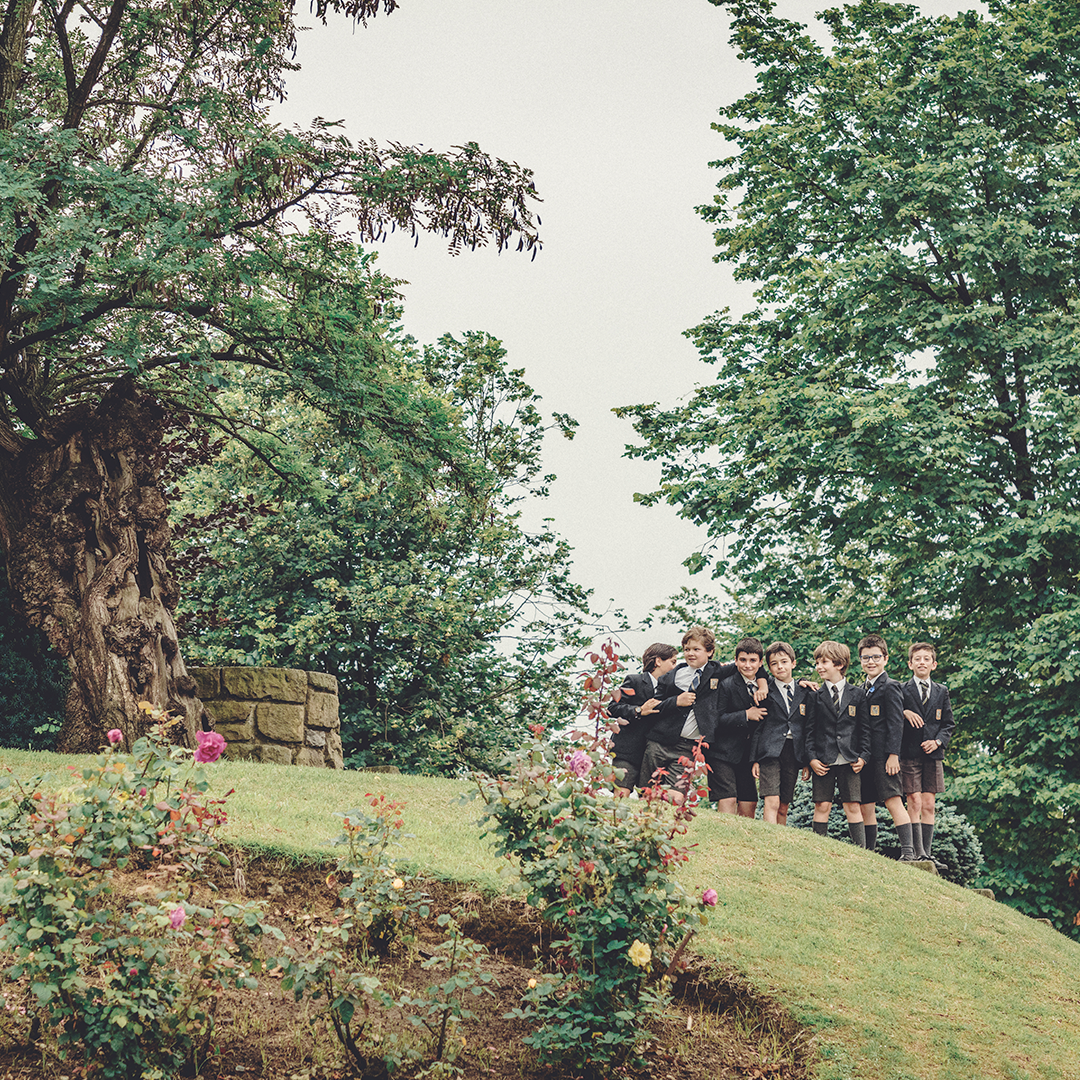
alumnos

Entre los años 1953 y 1961, además de los alumnos que cursaban Primaria, Secundaria o Bachillerato, acudieron a Gaztelueta jóvenes obreros desde las 19.00 hasta las 22.00 con el fin de preparar el examen que, como alumnos libres, se proponían realizar en el Instituto de Bilbao. Se trataba de conseguir el título de Bachillerato Elemental. El horario permitía compatibilizar su trabajo profesional con los mencionados estudios.
En 1961 se logró el reconocimiento como filial de la Sección Nocturna del Instituto de Bilbao. Gaztelueta fue así el primer centro privado español que contó con una sección de estudios nocturnos.
En la década de los 60 y 70, al tiempo que parte de los alumnos seguían sus clases en el horario habitual, la Sección de Estudios Nocturnos, ofreció clases correspondientes al Bachillerato Elemental y al Bachillerato Superior. También podían seguirse los cursos de dos ramas de Formación Profesional: Delineantes y Administrativos.
En el curso 2024/25 el colegio tiene unos 1231 alumnos desde infantil hasta bachillerato y cuenta con una Asociación de Antiguos Alumnos de más de 7.000 miembros repartidos por todo el mundo.

## Centro innovador
El primer equipo docente del colegio acometió la tarea educativa con espíritu renovador, tratando de incorporar a la vida colegial los elementos útiles que encontraron en diversas instituciones nacionales y extranjeras de las que tuvieron conocimiento.
El centro ha recibido la visita de algunas autoridades educativas. En primer lugar, la de José María Sánchez de Muniain; más adelante, la de dos personas que estuvieron al frente del Ministerio de Educación Nacional, Joaquín Ruiz-Giménez en 1955 y la de Jesús Rubio García-Mina en 1958.
Desde los años 90, la Fundación Gaztelueta organizó varias ediciones de unas Jornadas Internacionales de Educación Plurilingüe donde numerosos investigadores del campo de la pedagogía lingüística de Europa, Estados Unidos y del País Vasco se dieron cita para poner en común distintas experiencias.

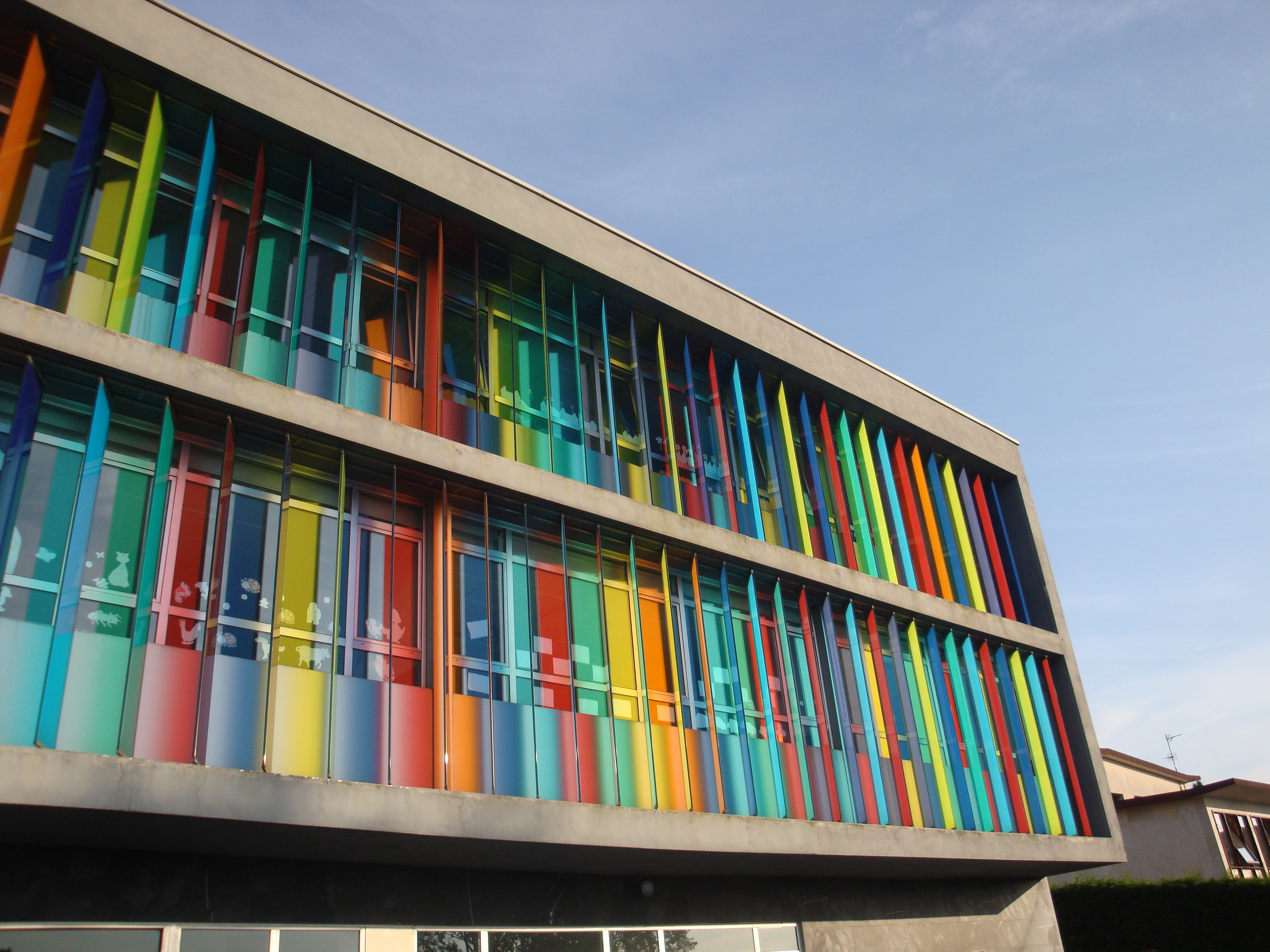
Nuevas instalaciones del colegio Gaztelueta.

En la actualidad, Gaztelueta es un centro educativo concertado y plurilingüe, con una inmersión en los tres idiomas del centro (inglés-euskera-castellano) desde la etapa de infantil hasta Bachillerato, con la posibilidad de introducir también francés en la etapa de primaria. Está reconocido como centro examinador oficial por el British Council para las titulaciones de Cambridge y por el Institut Français para las titulaciones DELF-DALF. Cuenta con distintos proyectos de internacionalización así como programas de intercambio. The Pitt Building (Cambridge) ha acogido en los últimos años la participación de varios de sus alumnos en distintos proyectos de investigación.
En el año 2020, ha sido reconocido por el Departamento de Educación del Gobierno Vasco con el sello STEAM Euskadi, premiando las mejoras prácticas entre más de cien centros educativos por el Proyecto educativo internacional de Bachillerato Forensic Science. Está avalado por instituciones como Innobasque, la Ertzaintza o la Universidad del País Vasco, entre otros, en el que participan 450 alumnos de quince países y más de trece colegios e institutos de Euskadi. El objetivo del proyecto es fomentar las habilidades STEAM (Science, Technology, Engineering, Arts & Mathematics) de los alumnos a través de la Ciencia Forense. 
Los proyectos de innovación están presentes en todas las etapas educativas. Desde los tres años se trabajan las habilidades analíticas a través de las competencias STEAM y la robótica con un proyecto premiado por Siena Educación. Los alumnos de primaria y secundaria cuentan también con el Proyecto Greenpower: Se trata de un nuevo modelo de aprendizaje multidisciplinar y aplicado donde  los alumnos trabajan en equipo en la construcción de un coche eléctrico y ecológico con la utilización de energías renovables como principios básicos de un entorno sostenible. Es también un proyecto internacional en el que participan más de 10 000 estudiantes de todo el mundo con el que han llegado a competir en Silverstone (Reino Unido).

### Club deportivo
En los inicios, se dio una gran importancia al deporte, considerándolo un importante medio de formación. Al finalizar el primer año escolar, Telmo Zarra, afamado futbolista del Athletic Club, arbitró la final del campeonato de fútbol del colegio.
Un equipo compitió en la división de honor de la Liga nacional de balonmano, siendo Subcampeones en el Campeonato de España (1963).
Actualmente el Club deportivo coordina la práctica de los distintos deportes: fútbol, balonmano, baloncesto, atletismo, pádel y gimnasia deportiva. También un Club de Montaña y ciclismo.

### Medio ambiente
Durante el curso, la importancia del cuidado del medio ambiente está presente a través de distintas actividades y la participación en campañas y concursos de sensibilización.
Un equipo de alumnos de Gaztelueta gracias a la construcción de coches eléctricos y ecológicos, han participado en la gran final internacional Greenpower Inspiring Engineers 2019 en el circuito de Silverstone (17 de octubre de 2019). Greenpower Engineers celebró con esta edición su 20° aniversario. En la competición se presentaron 130 bólidos construidos por equipos de Reino Unido, Singapur, China, Estados Unidos, Polonia y Portugal.

### Voluntariado
En coordinación con Ireki, los alumnos de 1.º de ESO a 2.º de Bachillerato, colaboran anualmente en la Gran Recogida solidaria del Banco de Alimentos de Vizcaya, y semanalmente con distintas entidades sociales de Vizcaya: las Hermanitas de los Pobres (Santuchu); el centro ocupacional Rafaela María (Zorroza); la Residencia Miranda de Barakaldo; Arangoiti y el Centro Asistencial de Lejona.

## Premios y menciones
- Reconocimiento Q Plata del Gobierno Vasco (2009-2011).[32]
- Premios Cegos - Distinción Especial en la Categoría de Formación, por la Transmisión de Valores en profesores, padres y alumnos (2010).[33]
- Primer premio del concurso de ideas 'Acercando la empresa', otorgado por los Departamentos de Industria, Innovación, Comercio y Turismo; y el de Educación, Universidades e Investigación del Gobierno Vasco para acercar el mundo empresarial a escolares vascos (2012).[34]
- Finalista en el l Premio de Innovación Educativa en la modalidad de 'Uso de Tecnología' por el "Proyecto Greenpower" (2018).[35]
- Segundo premio de la competición tecnológica Greenpower Iberia, y la premio a la carrocería más sostenible, organizada por la Escuela de Ingeniería Industrial de la Universidad Politécnica de Cartagena (UPCT) (2019)[36]
- Premio Escuela Infantil - Orden y Caos 3-6 a Ana Briongos del Colegio Gaztelueta, por Steam y lógica matemática con Bee Bot (2020).[37]
- Premio Barakaldo Solidario otorgado a la Asociación Ireki, que promueve el acompañamiento a los mayores entre los estudiantes del colegio Gaztelueta (2020).[29]
- Finalista del Premio STEAM Euskadi Sariak, por el Proyecto Forensic Science, del colegio Gaztelueta (2020).[38]

## Gaztelueta en la literatura
El escritor José Luis Martín Vigil, visitó Gaztelueta, y en una de sus novelas describió el colegio:

La finca, soberbia y arbolada, con marcado sabor de parque inglés. Las instalaciones deportivas mimadas hasta el último detalle –aquel estupendo rectángulo verde encuadrado por la pequeña valla pintada de blanco–, los interiores, de tan buen gusto y con el posible sabor de hogar.